# Blockhaus

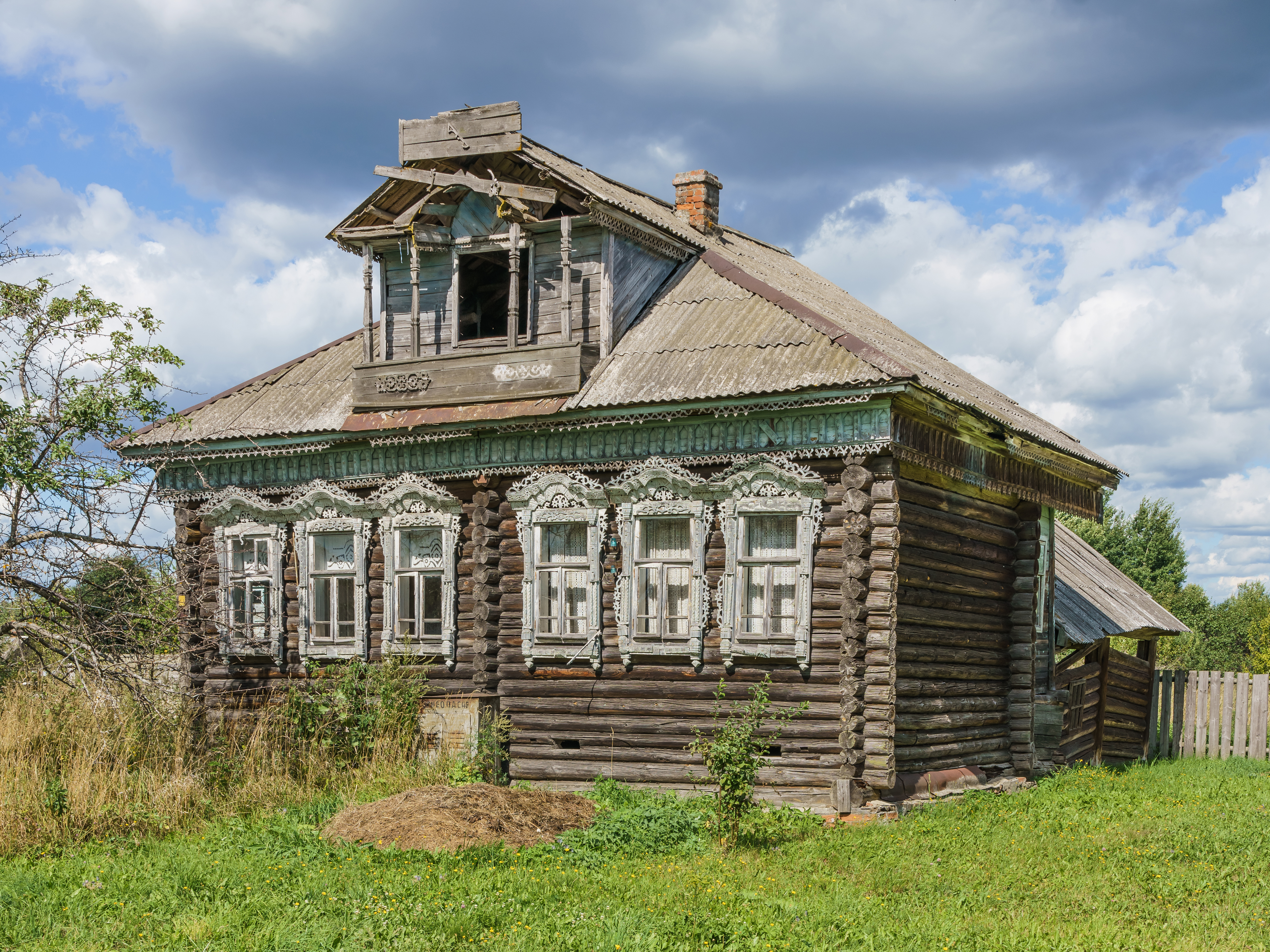
Ein Blockhaus in Zentralrussland

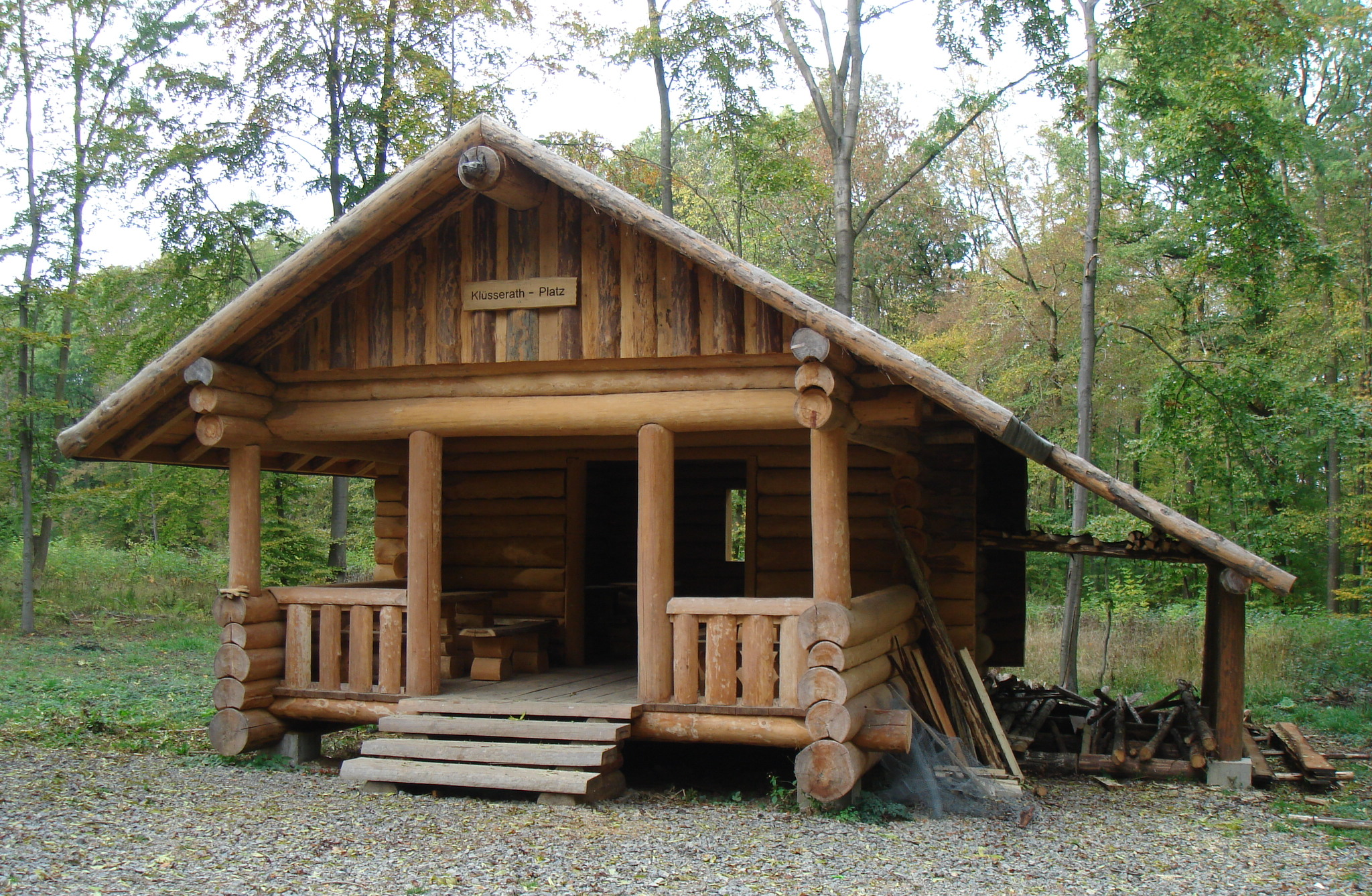
Blockhütte

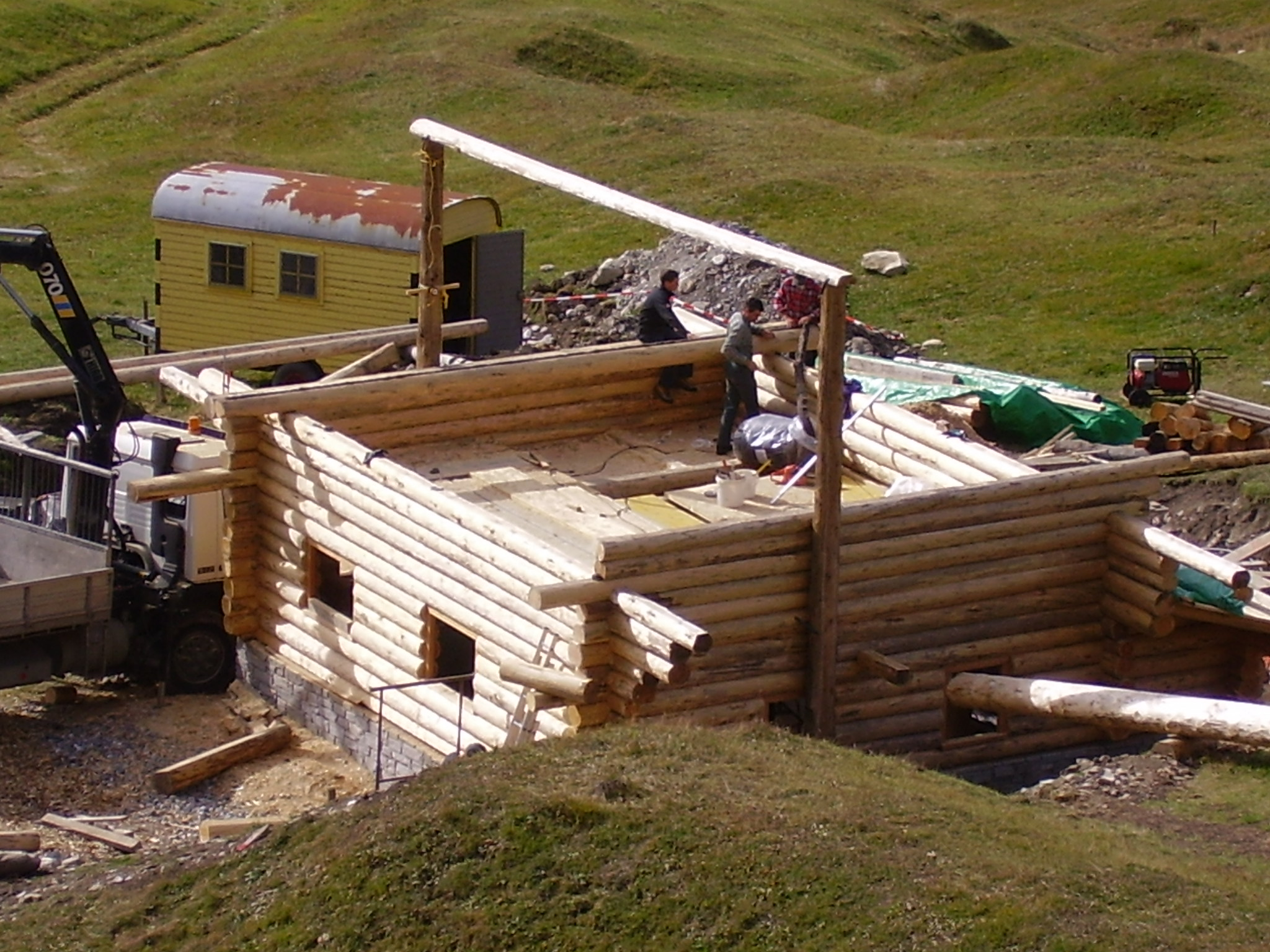
Ein Blockhaus im Bau, Nähe Sent, Schweiz

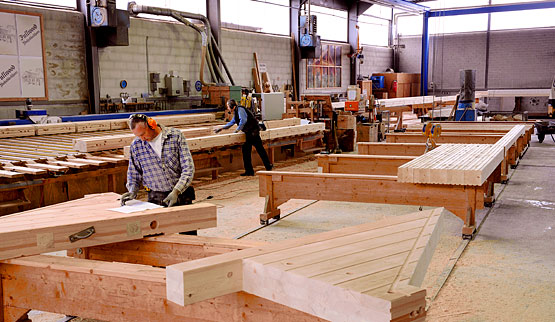
Herstellung moderner Blockhaus-Wandelemente

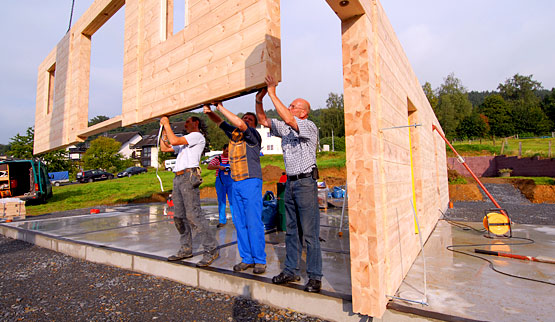
Montage moderner Blockhaus-Wandelemente auf der Baustelle, Deutschland

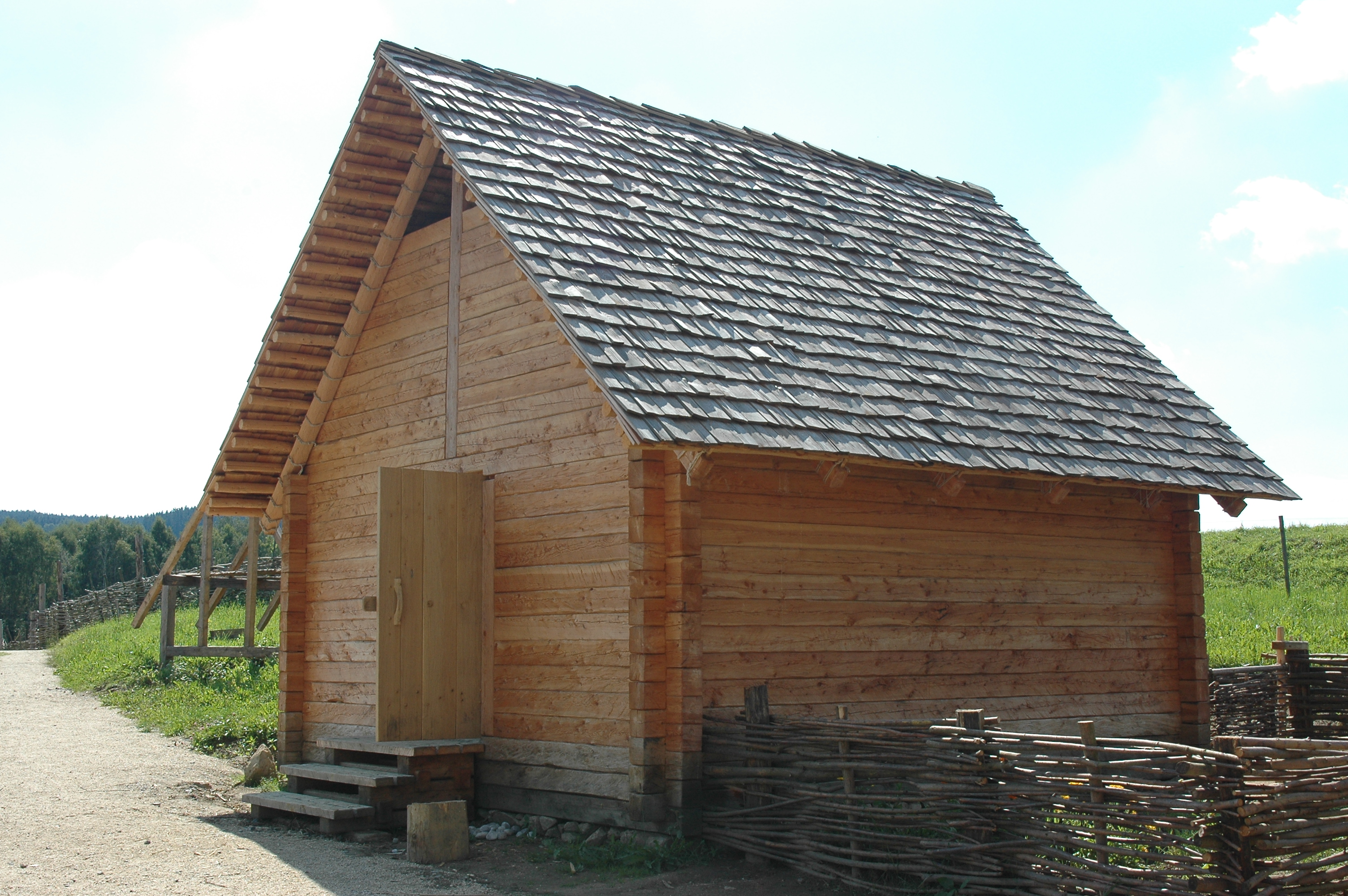
Rekonstruktion eines slawischen Blockhauses im Geschichtspark Bärnau-Tachov

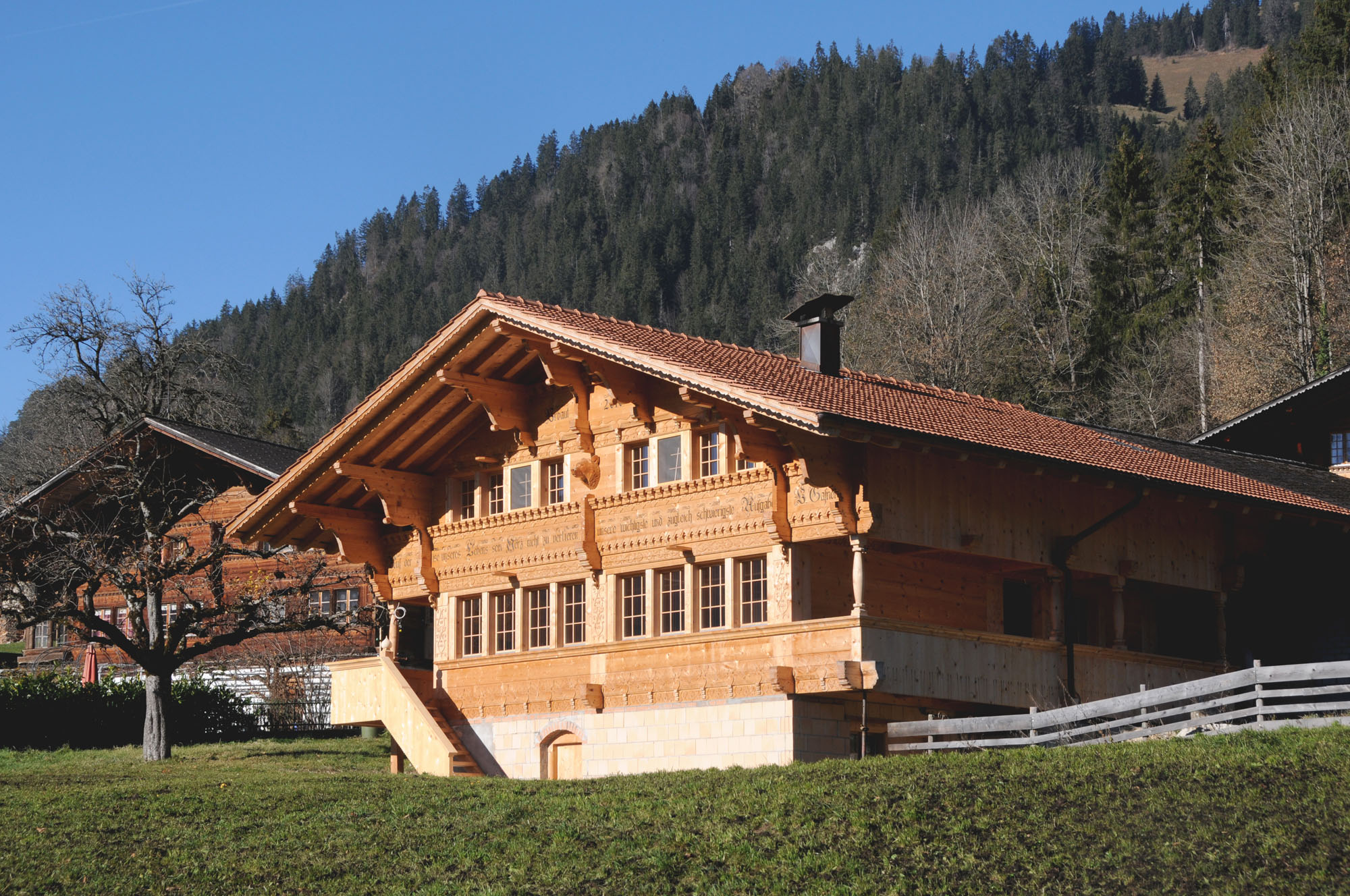
Ständerblockhaus Baujahr 2010 im Schweizer Simmental

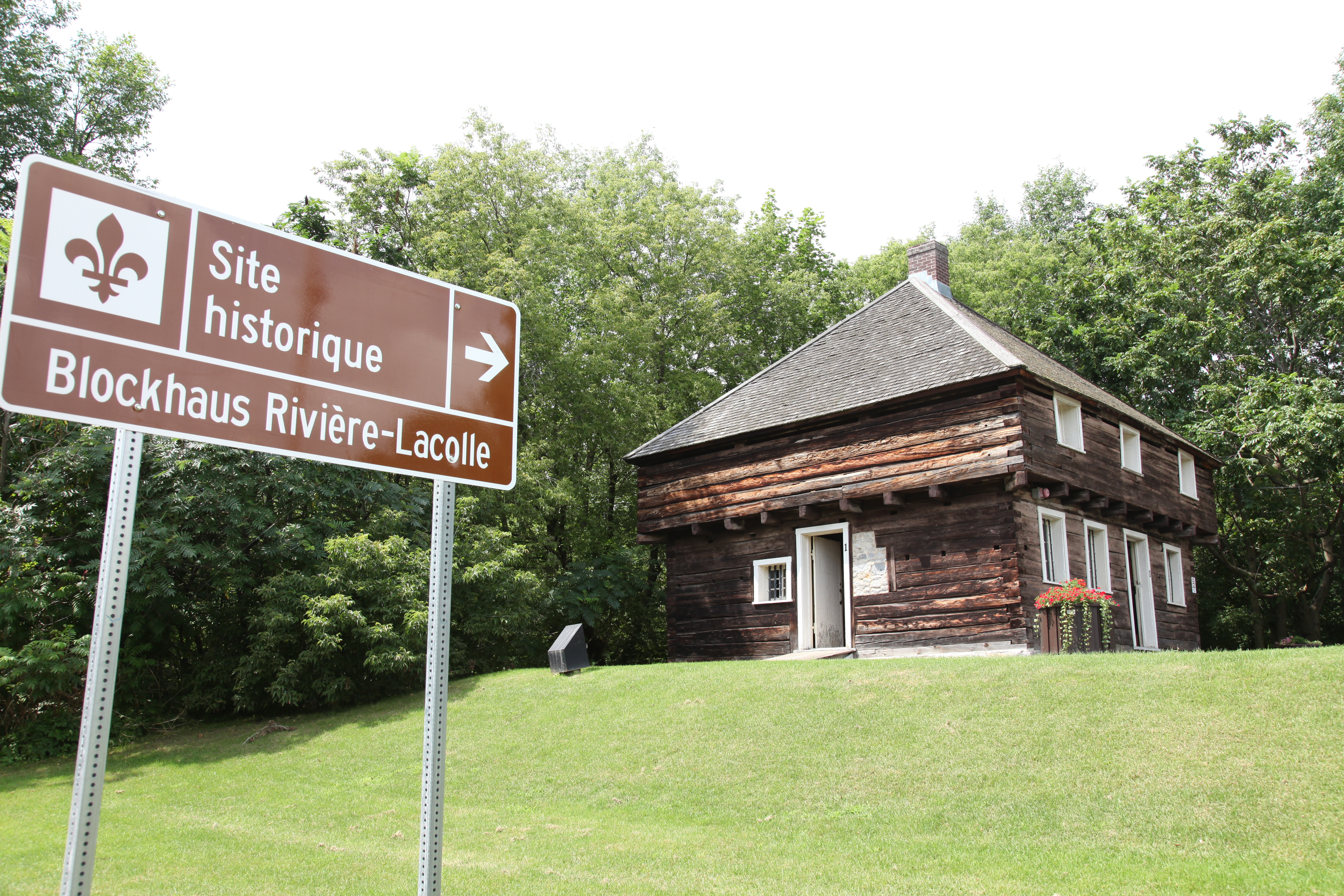
Historisches Blockhaus in Rivière-Lacolle, Québec, Kanada

Ein Blockhaus oder eine Blockhütte ist ein in Blockbauweise errichtetes Gebäude mit Wänden aus übereinanderliegenden, rohen oder bearbeiteten Holzstämmen. Diese Bauart wird schon seit hunderten von Jahren überall dort angewendet, wo genügend Baumstämme für ein festes Haus zur Verfügung stehen. Besonders bekannt sind die Blockhütten in Nordamerika und in Russland.

## Ursprung und Entwicklung
Die ersten Häuser in der später eigentlich erst für die späte Bronzezeit typischen Bauweise finden sich in Europa bereits im Endneolithikum in der ersten Hälfte des 3. vorchristlichen Jahrtausends 2880 und 2505 v. Chr., und zwar am Federsee in den Siedlungen Alleshausen-Grundwiesen und -Täschenwiesen, die zur sog. Goldberg-III-Gruppe gehören (siehe Archäologie des Federseebeckens).
Das moderne Blockhaus steht neben der baugeschichtlich älteren Ständerbauweise – wobei eine Aufschichtung von Stammlagen zwischen Ständern eine mögliche Übergangsform bildet.
Eine Weiterentwicklung des Blockhauses ist das Umgebindehaus.
Neben Nadelholz wurde zum Blockhausbau gelegentlich auch Eichenholz und speziell in der Lausitz auch Erlen- und Pappelholz verwendet.

## Blockhüttenbau
Bei der Konstruktion werden verschiedene Techniken in der Vorbereitung der Stämme unterschieden, in der Schichtung der Stämme, in der Ausführung der Ecken und der Einbindung der Innenwände. Weiterhin variiert die Verwendung von Ständern an Türen, Fenstern oder in langen Wänden, die Längsverbindung zweier Stämme und die Aufsattelung der Sparren – direkt auf der Wand, auf den Deckenbalken oder unter Verwendung von Pfetten.

### Material
Blockhäuser entstehen aus
- unbehauenen Stämmen, die jedoch geschält werden („Naturstammbauweise“),
- nur auf Wandstärke beidseitig gesägten oder mittels eines breiten Zimmermannsbeils gehauenen Balken,
- komplett profilgefrästen Stämmen mit Standardmaßen, die es erlauben, die Stämme wie in einem Baukasten aufeinanderzustapeln (moderner Blockbau).

Die Balken erhielten ursprünglich in regelmäßigem Abstand große hölzerne Dübel zur statischen Sicherung. Die aufeinandergelegten Stämme oder Balken wurden früher mit Moos, Schafwolle oder Leinen abgedichtet. Die gesägten/behauenen Blockbohlen werden oben und unten teils auch mit einer Rundung oder Längsnut von Zapfen zu Zapfen versehen, welche das Dichtungsmaterial (ursprünglich Moos) aufnimmt. Für Häuser aus industriell geformten Balken lassen sich genaue und brandschutztaugliche Passerprofile erzeugen, die eine Dübelung unnötig machen und auch dauerelastisches Dichtband aufnehmen können. So lassen sich die thermischen Qualitäten von Vollholz auf zeitgenössischem Isolierungsstand nutzen.
Mitunter wird auf die zentimetergenaue Anpassung der Stammlagen verzichtet und mit größeren Mengen zumeist synthetischer Dichtmasse gearbeitet. In einschlägigen Prospekten heißt dies Chinker nach engl. chink ‚Riss, Fuge‘.

### Parallelanriss
Parallelanriss (engl. (full) scribing) ist das Verfahren, wie man die Kontur des unteren Stammes auf den oberen überträgt, falls nicht bereits vorgefräste Balken in Standardmaßen Verwendung finden. Anhand dieses Risses wird der nächstobere Stamm ausgearbeitet. Man benutzt hierzu einen speziellen Zirkel, der idealerweise mit einer integrierten Wasserwaage die senkrechte Führung beim Anreißen gewährleistet. Der Zirkel (engl. scriber) unterstützt auch die Ausarbeitung der Ecken, falls man nicht standardisierte Stämme nutzt, die sich mittels Schablone vorbereiten lassen.

### Eckverbindungen
Besonders viele Techniken gibt es in der Ausführung der Ecken, der Schrot, altertümlich das Zimmer, von dem sich die Bezeichnung ‚Zimmermann‘ ableitet. Sie offenbaren die Handschrift und das Können eines Zimmermanns.
Bei der Sattelkerbenbauart (Verkämmung) werden im oben- und untenliegenden Stamm Kerben gefertigt. Bei überkämmten Blockbauten kragen die Enden der Hölzer aus, bei verkämmten Bauten sind die Enden bündig eingekürzt. Bei der kanadischen Sattelkerbenbauart wird im Bereich der Kerbe die Stammoberseite zu einem Keil. Dieser Keil hat keine Spitze, sondern einen Sattel. Der obere Stamm kann nachrutschen, wenn der untere im Durchmesser kleiner wird. Bei der Rundkerbe erhält der oben liegende Stamm eine zum unten liegenden Stamm passende Kerbe. Überblattung erfordert eine seitliche Verjüngung des Stammes und Aussparungen oben und unten am Stamm am Kamm. Verzinkung als Schwalbenschwanzverbindungen finden Verwendung bei gesägten oder behauenen Balken und werden oft ohne Überstand ausgeführt. Dabei bildet ein Stamm genau einen Schwalbenschwanz, der in beide Richtungen geneigt ist. Damit werden die Stämme in beide Richtungen arretiert, dies ist bei einer Verbindung von Brettern mit mehreren Zapfen an einem Brett natürlich nicht möglich. Zusätzlich können zugunsten einer höheren Dichtigkeit weitere Fugen eingebaut werden.
Im Alpenraum üblich ist die Zierschrot, Malschrot oder Klingschrot, in der die sichtigen Hirnflächen – insbesondere beim Eingreifen der Zwischenwände in die Außenwand – zu Ornamenten wie Kreuzen, Herzen, Kirchen, Häusern oder anderen Bildern fein sauber ausgearbeitet sind. Jeder Balken erhält dabei ein anderes Zeichen. Im Bayrisch-Salzburgisch-Tirolischen Raum erreicht hier die Zimmermannskunst eine ihrer höchsten Ausformungen.
Der Enkelkattsknut ist einer der im schwedischen Blockhausbau gebräuchlichen Eckverbände (andere: Rännknut, Dubbelkattsknut). Er besteht aus einer doppelt geschnittenen Verschränkung mit einem einseitig konischen Zapfen, der zur Außenseite versetzt ist. Er ist relativ aufwändig in der Herstellung und wurde deshalb vorwiegend für Wohnhäuser verwendet, wo die bessere Abdichtung gegen Zugluft bedeutsam war.
Neuzeitliche, maschinell vorgefertigte Blockbalken erhalten passgenaue Eckverkämmungen entweder mit Vorköpfen („Chalet“) oder mit Schwalbenschwanzverbindungen. Bei letzteren ist zu unterscheiden in gerade Schwalbenschwanzverbindungen (Tiroler Schloss) oder gewölbt (Klingschrot). Bei wenigen Herstellern werden Blockwände z. B. durch Verschraubung im Werk zu Wandelementen vorgefertigt.

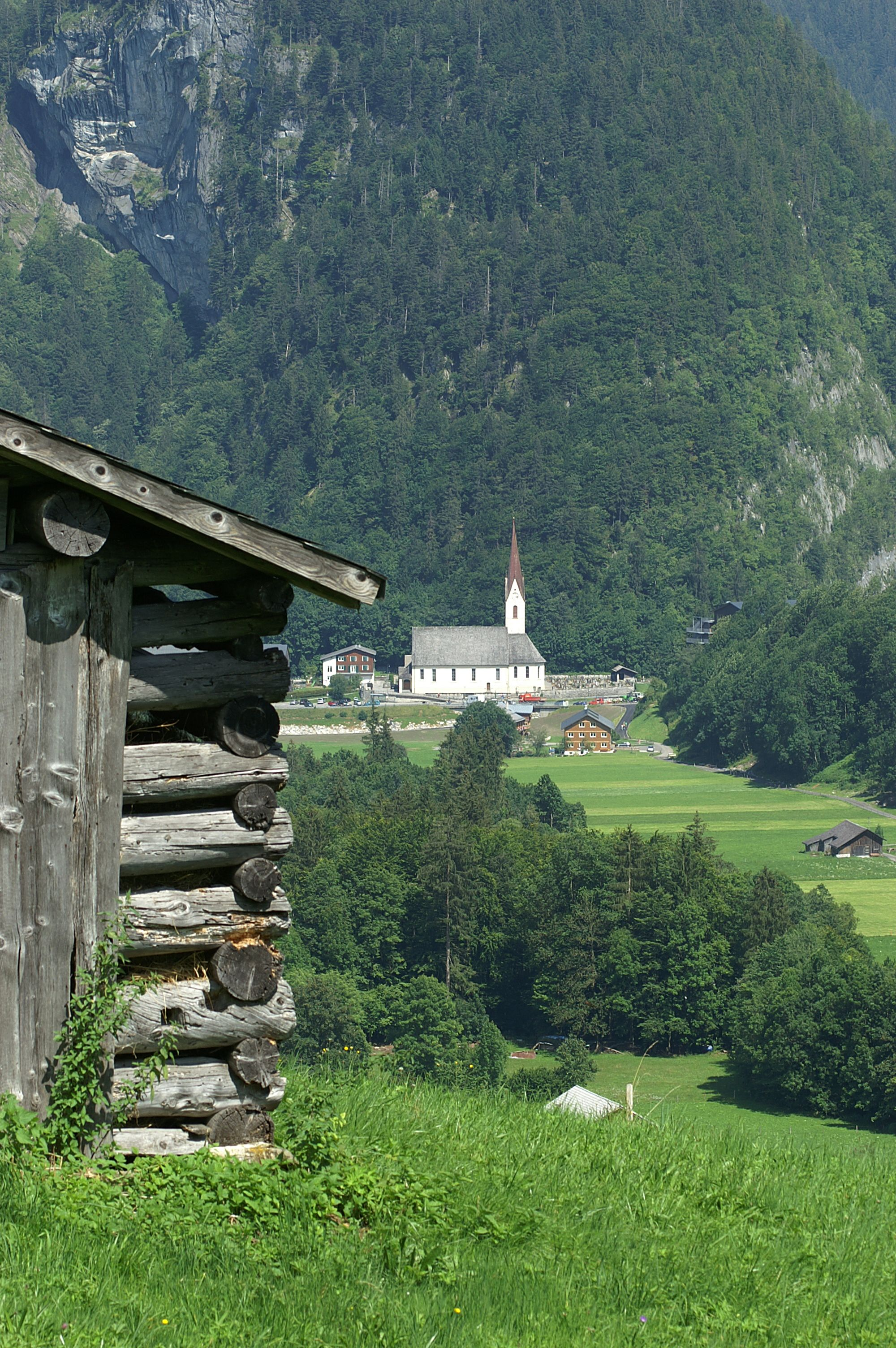
Rundkerbe (Au, Vorarlberg)
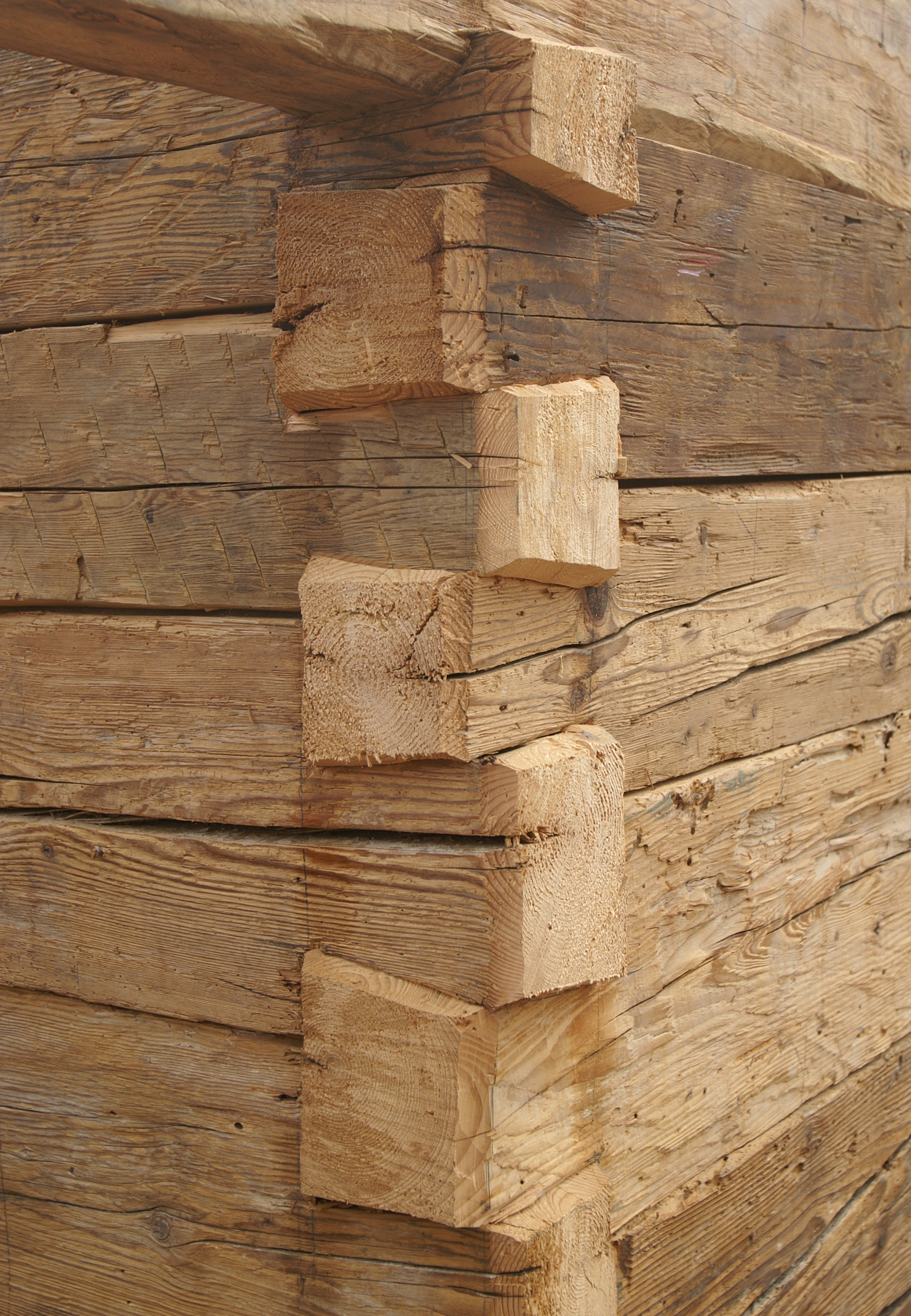
Verzinkung im Schwalbenschwanz (Österreich)
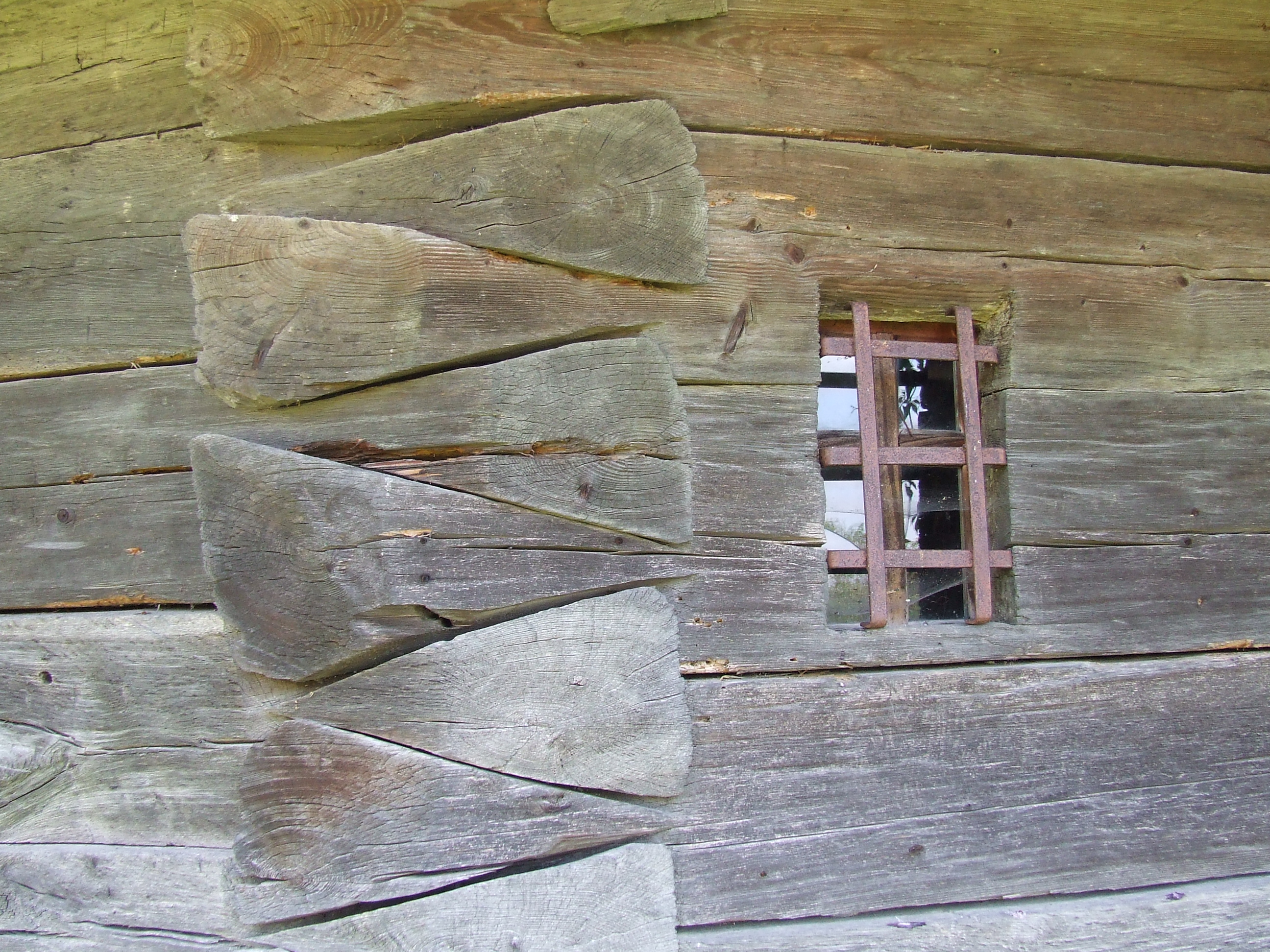
Schräge Schwalbung (Nadăşa, Rumänien)
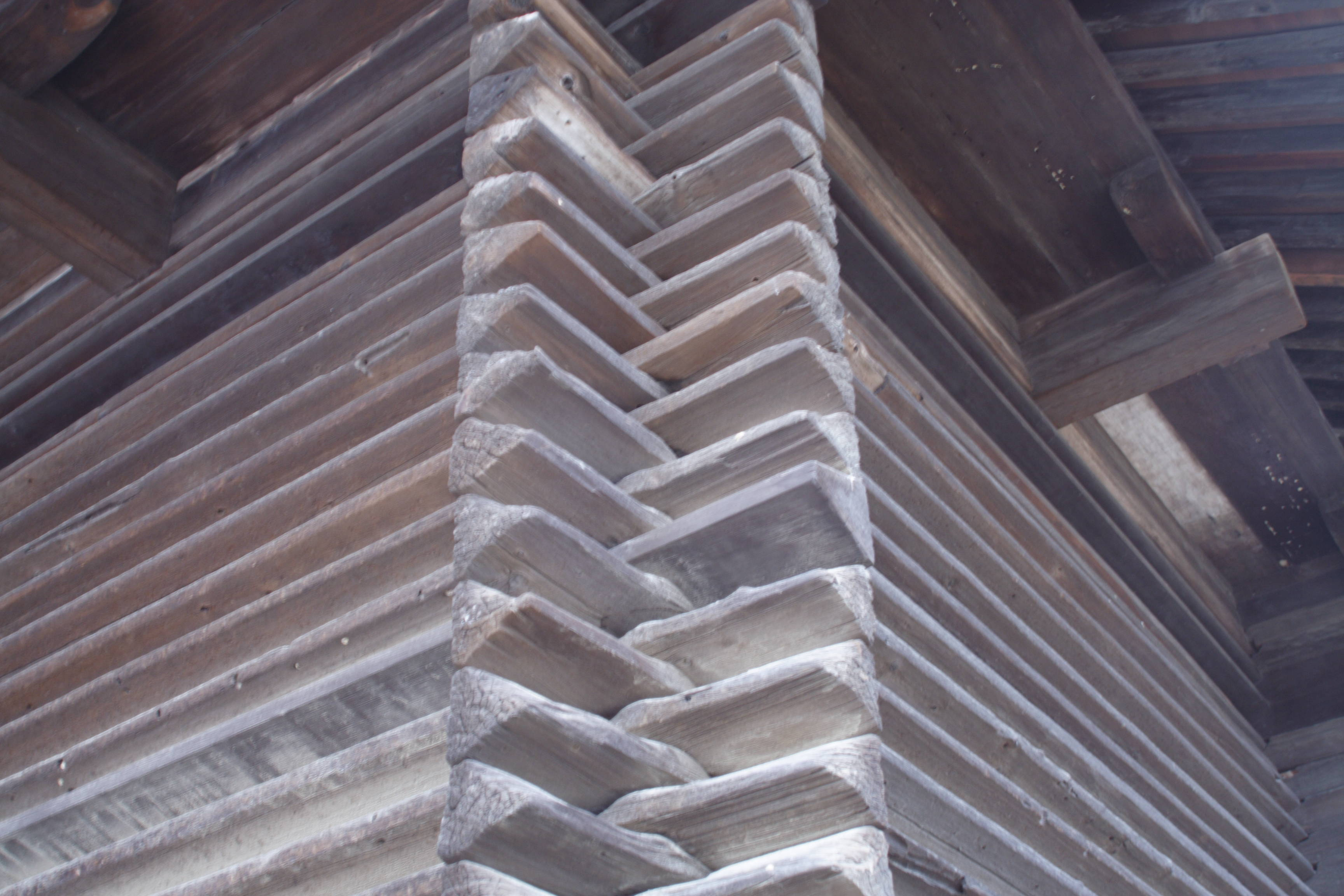
Azekurazukuri/校倉造 (Todaiji, Japan)
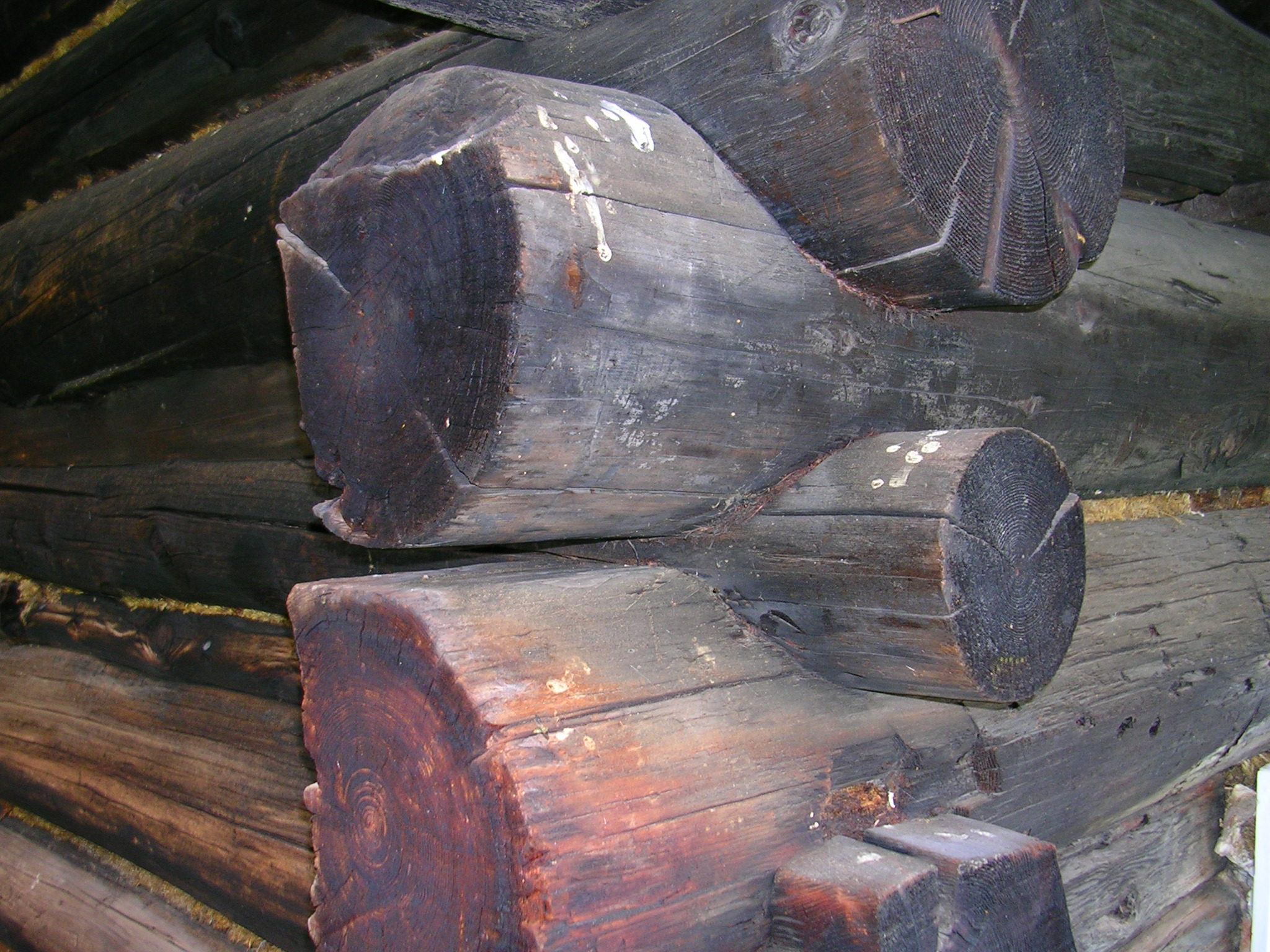
Fugendichtung der Fichten-Rundlinge mit Moos (Österreich)
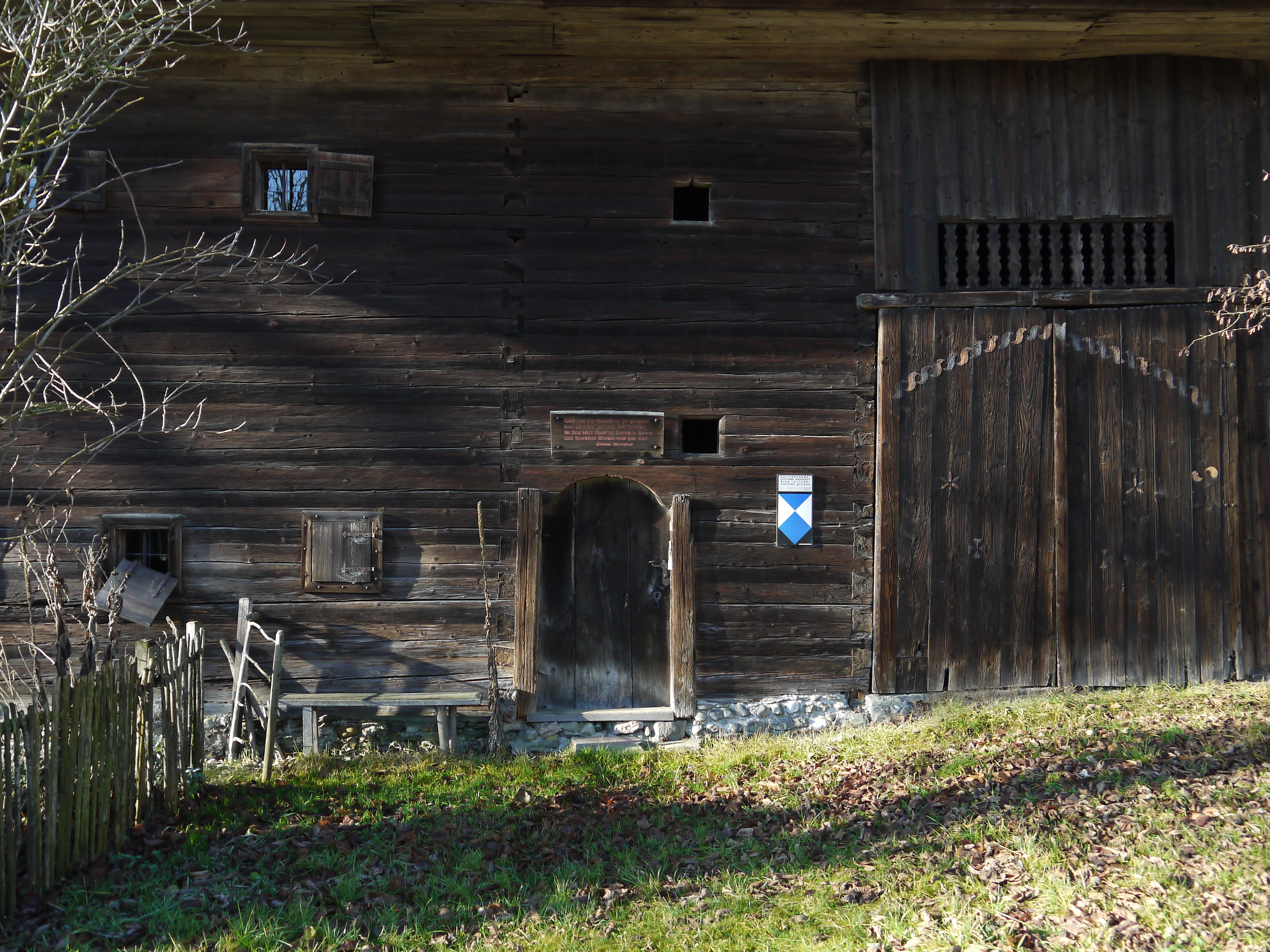
Malschrot in Oberösterreich

## Blockhäuser in Amerika

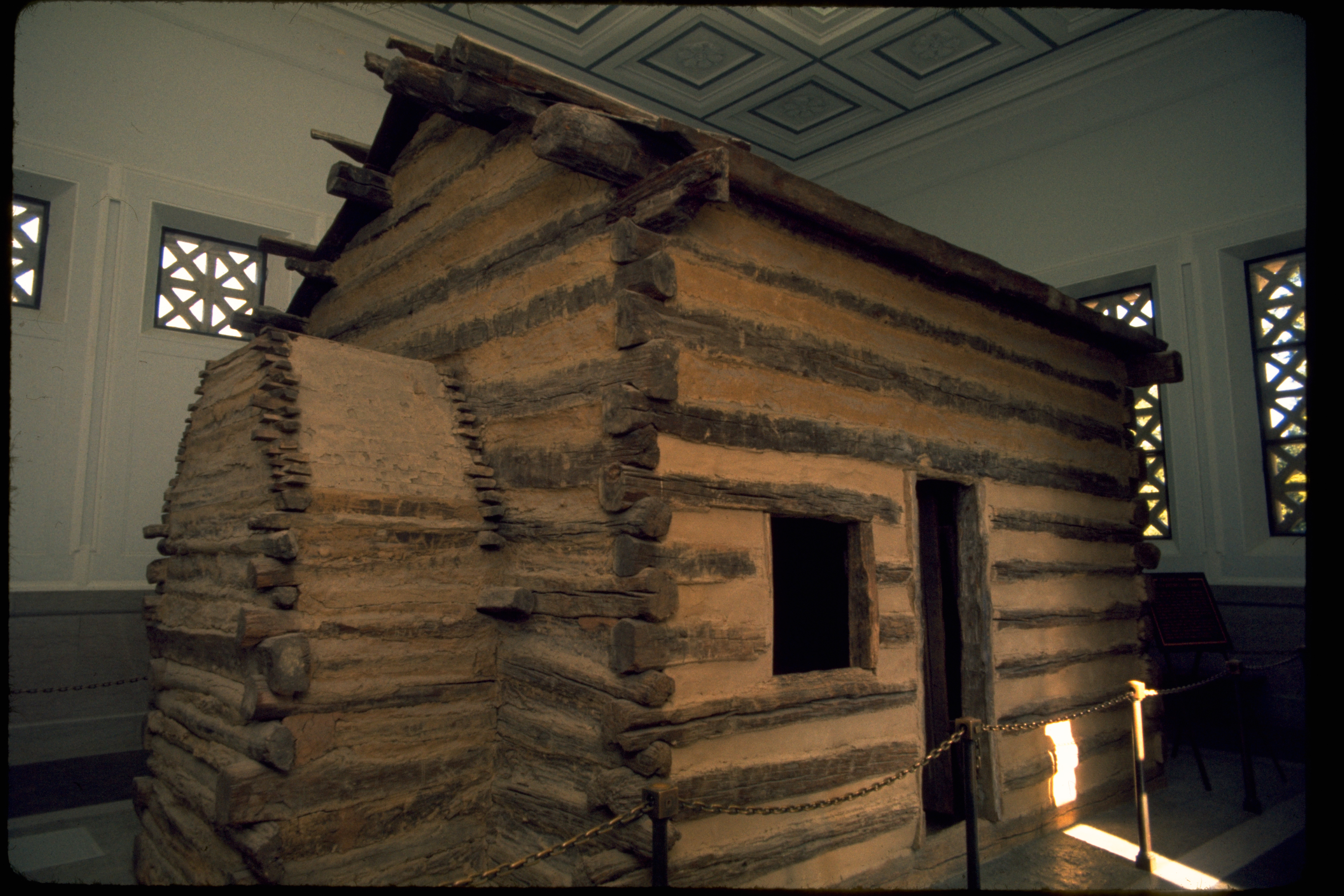
Nachbau der Blockhütte in Hodgenville, in der Präsident Abraham Lincoln geboren wurde

In Nordamerika wurden Blockhäuser als sogenannte Log Cabins nur von einigen der ersten Siedler gebaut, obwohl das Baumaterial (Baumstämme) vor Ort zu finden war und bei der Rodung von Waldflächen anfiel. Vor allem finnische und schwedische Einwanderer und später auch deutsche waren die ersten Siedler, die diese Bautechnik verwendeten. Einwanderer aus einigen anderen Ländern folgten bald diesem Beispiel, aber Einwanderer aus England etwa benutzten diese Bauweise nur selten.

## Blockhäuser in Europa
Erwähnenswert sind hier die Bauten in Skandinavien und in Russland. In Deutschland gibt es das (inzwischen denkmalgeschützte) Schrotholzhaus im Ort Lieske in der Lausitz, welches im September 2024 den Brandenburger Denkmalpflegepreis erhielt.

## Blockhäuser in der Neuzeit
Heute wird die Blockbohlenbauweise von spezialisierten Betrieben zur Herstellung von Fertighäusern genutzt, die alle Komfortbedürfnisse befriedigen und so eine Alternative zum herkömmlichen Hausbau darstellen. Als Ausgangsmaterial zur Konstruktion der Wände werden klassischen Rundstämme, Vierkanthölzer oder mehrschichtig verleimte Leimholzbalken genutzt.
Beinahe 70 % der heute errichteten Blockhäuser sind industriell vorgefertigt.
Zusätzlich werden auch Gartenhäuser und einfache Gerätehäuser in Blockhausbauweise angeboten.

### Bauweise
Wände, Decken und teilweise auch das Dach werden zumeist aus Nadelholz gefertigt. Unter anderem werden die Holzarten Fichte, Kiefer (auch Polarkiefer), Lärche und Douglasie verwendet.
In der Regel wird angestrebt, die Blockbauweise des Gebäudes sichtbar zu machen, indem die äußere Schale der Außenwände in Vollholz ausgeführt wird. Um die erhöhten Anforderungen der Energieeinsparverordnung (EnEV) bzw. Gebäudeenergiegesetz (GEG) zu erfüllen ist in Abhängigkeit zur Wanddicke in der Regel eine zusätzliche Dämmschicht nötig, die dann außen oder innen vor die Holzwand gesetzt und verkleidet wird. In der Vollholz-Bauweise (= „einschalige Bauweise“) wird die äußere Holzwand stark genug ausgeführt, um die Wärmeschutzanforderungen ohne weitere Dämmschicht zu erfüllen.
Angeblich sollen solche Blockhäuser ein besonders behagliches Klima sowie einen niedrigeren Staubgehalt in der Raumluft aufweisen als herkömmlichen Gebäude und so besonders für Allergiker geeignet sein.
In der neueren Zeit sind Wohnblockhäuser in verschiedensten Ausführungen vom Bausatz mit fertig geschliffenen, versiegelten und nummerierten Bohlen, über das Ausbauhaus bis hin zum schlüsselfertig errichteten Haus erhältlich.
Bei fertiggestellten Wohngebäuden betrug im Jahr 1996 der Anteil der Holzbauweise 12 Prozent und stieg bis 2007 auf 13 Prozent. Bei fertiggestellten Nichtwohngebäuden stieg der Anteil von 11,8 Prozent im Jahr 1996 auf 16,8 Prozent im Jahr 2007. Für das Jahr 2008 wurde eine Steigerung von weiteren 0,5 Prozentpunkten auf 13,5 Prozent für Wohngebäude in Holzbauweise durch den BDZ ermittelt.

### Wärmedämmung
Die Wärmeschutzvorschriften für Außenwände sind in einzelnen Staaten unterschiedlich. Der Deutsche Massivholz- und Blockhausverband (DMBV) weist darauf hin, dass für Wohnhäuser, die in Deutschland errichtet werden, auch bei den verschärften Anforderungen des Gebäudeenergiegesetzes (GEG, gültig ab 1. November 2020) einschalige Wände ab einer Dicke von etwa 24 cm möglich sind.

### Setzungsverhalten
Charakteristisch für Gebäude in Blockbauart ist das Setzungsverhalten. Zum Zeitpunkt des Verbaues weisen die Blockbalken, auch bei technischer Trocknung, im Regelfall einen höheren Holzfeuchtegehalt als im späteren Nutzungszustand auf. Mit dieser Nachtrocknung gehen Schwinderscheinungen in vertikaler Richtung einher. Im Übergang zu starren Bauteilen (z. B. Fenster und Türen, Kamine, vertikale Rohre) werden deshalb gleitfähige Anschlüsse hergestellt.

### RAL-Gütezeichen
Für Blockhäuser und artverwandete Konstruktionen existiert das RAL-Gütezeichen RAL-GZ 402. Für die Führung dieses Gütezeichens sind bei den verwendeten Hölzern und bei der Ausführung Qualitätskriterien zu beachten, die über Normen und andere Regelwerke teils hinausgehen.